# Спицын, Владимир Кузьмич
Владимир Кузьмич Спицын (22 октября 1939, Балаклея — 16 сентября 2004) — советский партийный деятель, председатель исполкома городского Совета Донецка.

## Биография
Родился 22 октября 1939 года в городе Балаклее Харьковской области. После окончания школы поступил в Харьковский горный институт на факультет промышленного и гражданского строительства.
Попав по распределению в Жданов, молодой инженер быстро проявил себя на объектах «Азовстали» и был призван на работу в комсомол и работал в Орджоникидзевском райкоме ЛКСМУ.
Через некоторое время по семейным обстоятельствам переехал в Донецк, где работал на стройке. В 1972 году получил должность начальника строительного управления № 4 (СУ-4) родного треста. В 1974 году назначен председателем Киевского райисполкома Донецка. Три года работал на этой должности, потом ещё полтора года на должности первого секретаря Киевского райкома партии. За это время Киевский район получил сотни тысяч квадратных метров нового и отремонтированного жилья, новую детскую больницу, в строительство которой Владимир Кузьмич втянул все крупные предприятия района, десятки километров теплотрасс, дороги, скверы.
С 1978 по 1987 год работал в должности председателя Донецкого горисполкома. При нём произошло строительство второй очереди «Белого лебедя», прокладка первой в областном центре объездной дороги, реконструкция Крытого рынка. Его усилиями была укреплена материальная база городского «Зеленстроя» и создан совхоз «Троянда».
Избирался депутатом Верховного Совета УССР 10-го и 11-го созывов. В 2001 году «За большой личный вклад в развитие Донецка, активную общественную работу и высокую гражданскую позицию» Владимиру Спицыну присвоено звание почётного гражданина Донецка .
Умер 16 августа 2004 года.

## Память
Донецкий горсовет в 2009 году установил на своём здании памятную доску в честь бывшего руководителя города, его имя увековечено и в названии одной из улиц Донецка.